# ガンパハ

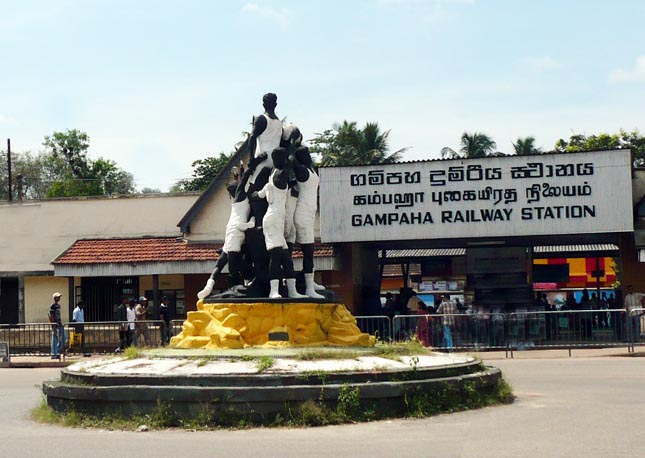
ガンパハのランドマークの一つであるバレーボール像。開発計画のために取り除かれている。

ガンパハ（シンハラ語: ගම්පහ、タミル語: கம்பஹா、英語: Gampaha）は、スリランカの西部州ガンパハ県の都市である。ガンパハ県の県都であり、スリランカ最大の都市コロンボの北東に位置する。

## 語源
ガンパハ（ගම්පහ）とはシンハラ語で「5つの村」の意味である。この名前は文字通り、この地域にIhalagama、Pahalagama、Medagama、Pattiyagama、Aluthgamaの5つの村があったことに由来している。しかしながら、このうちPattiyagamaは現在ではガンパハの行政区域に含まれていない。またガンパハはかつてHenarathgodaという名前でも知られていた。

## 歴史
1815年のイギリス植民地時代以前、ガンパハは深い森に覆われた土地であった。1825年、5代目セイロン総督のエドワード・バーンズがコロンボ－キャンディ道路の建設の視察の途上でガンパハを訪れている。その後の1864年、入植者によりHenarathgoda駅が作られたことが、この地域が町として発展する重要な要因となった。1867年には、スリランカ初となるゴムノキがHenarathgoda植物園に植えられている。
1828年にMoragodaカトリック教会が建てられたとき、ガンパハもその周辺地域も僅かながら人が住む程度の土地であった。しかし1920年には、メインストリートを含む52本の道路に貯水槽、公設市場、病院に発電施設を持つ町へと発展を遂げた。これら施設の大半は、様々な改修を経ながらも現在でも使用されている。